# Cyanarctia flavinigra
Cyanarctia flavinigra är en fjärilsart som beskrevs av Paul Dognin 1910. Cyanarctia flavinigra ingår i släktet Cyanarctia och familjen björnspinnare. Inga underarter finns listade i Catalogue of Life.